# Ørje
Ørje ist der Verwaltungssitz der Marker-Kommune in der Provinz (Fylke) Østfold, Norwegen. Am 1. Januar 2019 betrug die Einwohnerzahl 1848.
Ørje liegt an der Europastraße 18 (E 18). Vom Zentrum bis zur Grenze zu Schweden sind es knapp sechs Kilometer. Die norwegische Hauptstadt Oslo ist etwa 90 Kilometer entfernt.

## Sehenswürdigkeiten
- das Haldenvassdragets Kanalmuseum,
- die zwischen 1857 und 1860[2] erbaute Schleusenanlage zwischen den Seen Rødenessjøen und Øymarkssjøen sowie
- die beiden ehemaligen militärischen Befestigungsanlagen (Ørje-fortene) vom Anfang des 20. Jahrhunderts[3].
- die Zebrastreifenschilder mit dem Bild eines stilisierten, albern gehenden John Cleese, die an einem Fußgängerüberweg aufgestellt sind.

## Kultur
Bedeutende kulturelle Veranstaltungen sind z. B.:
- die jährlich stattfindenden Theateraufführungen des Historienstücks Soot über Engebret Soot, den sogenannten „Vater des Haldenkanals“,
- das vom Kanalmuseum ausgerichtete „Slusefestival“.